# Plinia cuspidata
Plinia cuspidata là một loài thực vật có hoa trong Họ Đào kim nương. Loài này được Gómez-Laur. & Valverde mô tả khoa học đầu tiên năm 2002.